# Vissza a jövőbe nap

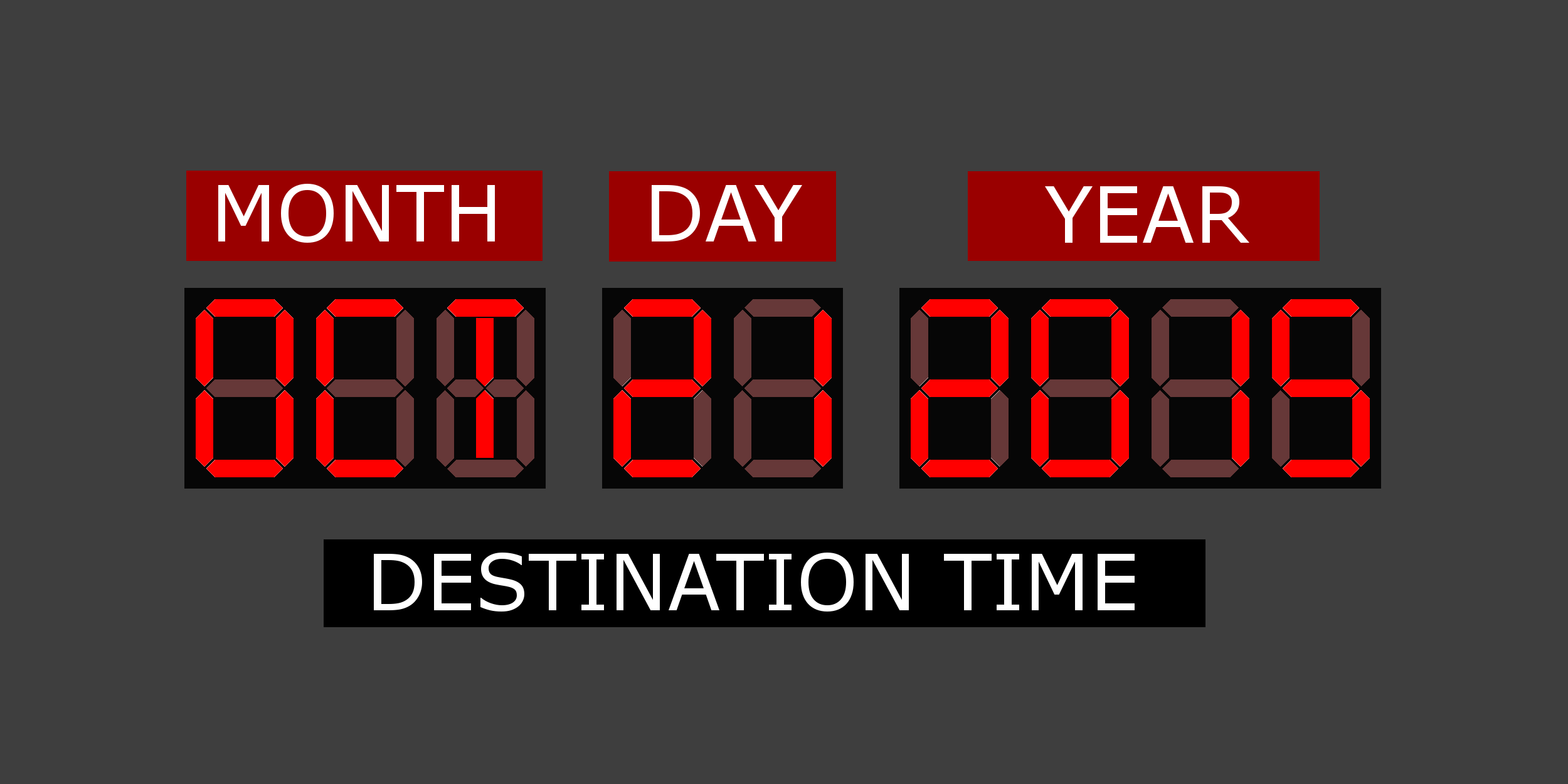
2015. október 21. – A jövőbe érkezés dátuma

Vissza a jövőbe napnak (Back to the Future Day) nevezik a mozirajongók 2015. október 21-ét, mert a Vissza a jövőbe II filmben ezen a napon érkezik meg 1985-ből Marty McFly és Doki (Dr. Emmett L. Brown) a DeLorean időgéppel.
Sok cég akciókkal, promóciókkal ünnepelte meg ezt a napot:
- A Universal Pictures készített egy fiktív előzetest a Cápa filmsorozat kitalált 19. részéhez (Jaws 19), amelynek háromdimenziós reklámja feltűnik a Vissza a jövőbe II film egyik jelenetében.[2]
- A Universal és a Mattel megalkották a filmben szereplő légdeszka reklámját.[3]
- A Pepsi a filmben szereplő „Pepsi Perfect” nevű üdítőital limitált kiadását dobta piacra október 21-én.[4]
- Az USA Today ezen a napon a filmben is látható különleges „Hill Valley edition” borítóval jelent meg, melyen a film cselekményével kapcsolatos fiktív hírek olvashatók. A vezető hír Marty Jr. letartóztatása.[5]

Mozikban és szórakozóhelyeken filmvetítést, jelmezbemutatókat szerveztek ezen a napon. A budapesti Corvin mozi előtt kiállították a filmben látható DeLoreant és Volkswagen kisbuszt.

## Fordítás
- Ez a szócikk részben vagy egészben  a   Back to the Future Part II című angol Wikipédia-szócikk ezen változatának fordításán alapul.  Az eredeti cikk szerkesztőit annak laptörténete sorolja fel. Ez a jelzés csupán a megfogalmazás eredetét és a szerzői jogokat jelzi, nem szolgál a cikkben szereplő információk forrásmegjelöléseként.